# Újvenyim megállóhely
Újvenyim megállóhely egy Fejér vármegyei vasúti megállóhely Baracs településen, a MÁV üzemeltetésében. A Baracs és Nagyvenyim közötti önkormányzati út közelében helyezkedik el, attól pár száz méterre keletre, a két település közt nagyjából félúton, Nagyvenyimhez kicsit közelebb, de attól is jó 2 kilométer távolságra délre. Az említett út vasúti keresztezésétől egy murvás bekötőúton érhető el.

## Vasútvonalak
A megállóhelyet az alábbi vasútvonalak érintik:
- Pusztaszabolcs–Paks-vasútvonal

## Kapcsolódó állomások
A megállóhelyhez az alábbi állomások vannak a legközelebb:
- Dunaújváros vasútállomás (Pusztaszabolcs–Paks-vasútvonal)
- Mezőfalva vasútállomás (Pusztaszabolcs–Paks-vasútvonal)

## Forgalom
| Járat | Útvonal | Gyakoriság |
| ----- | --- | ---------- |
| S431  | Dunaújváros – Újvenyim – Mezőfalva – Nagykarácsony felső – Nagykarácsony – Alap – Rétszilas alsó – Rétszilas – Sáregres – Simontornya | Napi 2 pár |
| S432  | Dunaújváros – Újvenyim – Mezőfalva – Nagykarácsony felső – Nagykarácsony – Alap – Rétszilas alsó – Rétszilas – Cece                   | Napi 3 pár |